# Frank Scialdone
Frank J. Scialdone (* 1949 in Ohio) ist ehemaliger Polizeichef und interimistischer Bürgermeister der kalifornischen Stadt Fontana.
Scialdone wurde im US-Bundesstaat Ohio geboren, seine Familie zog nach Kalifornien als Frank zwei Jahre alt war.  Er studierte an der California State University, Long Beach und machte einen Abschluss in Kriminologie. 1973 trat er in den Polizeidienst von Fontana ein. In seinen 31 Dienstjahren brachte es Scialdone bis zum Chief of Police und leitete das Fontana Police Departement knapp vier Jahre lang. 2004 schied er aus dem Polizeidienst aus.
Im Jahr 2004 wurde Frank Scialdone in den Stadtrat von Fontana aufgenommen und 2006 von den Bürgen für vier Jahre im Amt bestätigt. Als im Juli 2010 Bürgermeister Mark Nuaimi zurücktrat, wählte der Stadtrat Scialdone einstimmig zu dessen Nachfolger. Er amtierte bis zu den regulären Wahlen in November, aus denen Acquanetta Warren als Siegerin hervorging. Dem neuen Stadtrat gehörte Scialdone nicht mehr an.

## Veröffentlichungen
- What will the scope of field training programs be by the year 2002? Sacramento, Januar 1994